# Буркарт, Клаудия
Клаудия Инес Буркарт (исп. Claudia Inés Burkart, 22 февраля 1980, Буэнос-Айрес, Аргентина) — аргентинская хоккеистка (хоккей на траве), защитник. Двукратный бронзовый призёр летних Олимпийских игр 2004 и 2008 годов, двукратная чемпионка мира 2002 и 2010 годов, бронзовый призёр чемпионата мира 2006 года, двукратная чемпионка Америки 2001 и 2004 годов, двукратная чемпионка Панамериканских игр 2003 и 2007 годов.

## Биография
Клаудия Буркарт родилась 22 февраля 1980 года в Буэнос-Айресе.
Играла в хоккей на траве за КАСИ из Сан-Исидро.
В 2001—2010 годах выступала за сборную Аргентины, провела 113 матчей.
В 2001 и 2004 годах выигрывала золотые медали чемпионата Америки.
В 2004 году вошла в состав женской сборной Аргентины по хоккею на траве на летних Олимпийских играх в Афинах и завоевала бронзовую медаль. Играла на позиции нападающего, провела 6 матчей, мячей не забивала.
В 2008 году вошла в состав женской сборной Аргентины по хоккею на траве на летних Олимпийских играх в Пекине и завоевала бронзовую медаль. Играла на позиции нападающего, провела 7 матчей, забила 2 мяча (по одному в ворота сборных Японии и Германии).
Дважды становилась чемпионкой мира — в 2002 году в Перте и в 2010 году в Росарио. В 2006 году выиграла бронзу на чемпионате мира в Мадриде.
Дважды завоёвывала золотые медали хоккейных турниров Панамериканских игр — в 2003 году в Санто-Доминго, в 2007 году в Рио-де-Жанейро.
Завоевала семь медалей Трофея чемпионов: золото в 2001, 2008, 2009 и 2010 годах, серебро в 2002 и 2007 годах, бронзу в 2004 году.
В 2015 году, через пять после того, как Буркарт ушла из сборной, главный тренер Сантьяго Капурро снова пригласил её в национальную команду. Однако она получила травму перед финалом Мировой лиги и не смогла участвовать в турнире.